# Frøslevlejrens Museum
Frøslevlejrens Museum er et museum i Frøslev Plantage ved Padborg, der især beskæftiger sig med Frøslevlejren 1944-45, da lejren husede det tyske sikkerhedspolitis, Gestapos, fanger i Danmark samt om deportationerne af fanger til KZ-lejre. Museet er under Nationalmuseet

## Udstillinger
Museets faste udstilling er i lejrens hovedvagttårn og den tidligere fangebarak H4. Begge bygninger er originale og ejes af Nationalmuseet. Det samlede udstillingsareal i de to bygninger er ca. 900 kvadratmeter. I løbet af 1990'erne har Frøslevlejrens Museum etapevis gennemført en fuldstændig nyopstilling af den faste udstilling, således at udstillingen belyser alle væsentlige facetter af lejrens historie 1944-45.
I hovedvagttårnet fortæller udstillingen om den politiske baggrund for Frøslevlejrens oprettelse, bygningshistorien, den tyske overvågning og forvaltning af lejren samt ikke mindst det danske fængselsvæsens virke i lejren.
I den tidligere fangebarak belyser udstillingen den daglige fangetilværelse i lejren. Udstillingen viser også forholdene i de tyske KZ-lejre, som ca. 1.600 Frøslevfanger blev deporteret til.
I marts 2013 åbnede Frøslevlejrens Museum en permanent udstilling om tiden umiddelbart efter 2. Verdenskrig, hvor Frøslevlejren under navnet Fårhuslejren fungerede som interneringslejr og straffelejr for landssvigere.

## Nationalt mindesmærke
Frøslevlejren er en af Europas bedst bevarede tyske fangelejre fra 2. verdenskrig, og fangeområdet har i dag status som nationalt mindesmærke.
Tanken om et Frøslevlejrens Museum blev født i 1963 og konkretiseret i 1965 ved et stævne for tidligere Frøslevfanger.
Frøslevlejrens Museum blev derefter oprettet i 1969 på tidligere fangers initiativ. I 1969 kunne man ved en større højtidelighed i Frøslevlejren (Padborglejren) overdrage lejrens hovedvagttårn og en tidligere fangebarak til den danske stat, som påtog sig driften af det nyetablerede Frøslevlejrens Museum via Nationalmuseet.
I de følgende år kunne Frøslevlejrens Museum vise fine besøgstal på ca. 40-50.000 gæster om året.
I 1989 skete der en omorganisering af museet, som nu også kom til at omfatte et Dansk Røde Kors Museum. Udstillingen om Dansk Røde Kors blev etableret i en renoveret fangebarak. I 1998 ophørte samarbejdet imidlertid med Dansk Røde Kors, og Røde Kors museet blev nedlagt.
Frøslevlejrens Museum er pr. 1. januar 2007 blevet sammenlagt med Nationalmuseet og har fået status som en selvstændig enhed.